# Heinz Horninger
Heinrich Franz Elise Horninger  (* 28. Januar 1908 in Linz; † unbekannt) war ein österreichischer Mathematiker und Hochschullehrer.

## Leben
Heinz Horninger wurde im Jahre 1908 in Linz geboren. Er studierte 1926 bis 1930 an der Universität Graz und der Technischen Hochschule Graz mit dem Abschluss als Diplom-Ingenieur, war dort 1923 bis 1939 Assistent und wurde 1935 zum Dr. techn. promoviert. 1937 wurde er Privatdozent an der Technischen Hochschule Graz. Am 18. Mai 1938 beantragte er die Aufnahme in die NSDAP und wurde rückwirkend zum 1. Mai aufgenommen (Mitgliedsnummer 6.285.565). Im Jahre 1939 wurde er an der Universität Berlin Diätendozent für Darstellende Geometrie und behielt diese Stelle bis Februar 1943.
Heinz Horninger veröffentlichte in der rassenideologische Positionen vertretenden Zeitschrift „Deutsche Mathematik“.
An die Universität Graz wurde er im Jahre 1943 als außerordentlicher Professor berufen. Er war an führender Stelle tätig im Gaudozentenbund des NSDDB. 1944 erhielt er eine ordentliche Professur.
Nach Ende des Zweiten Weltkrieges wurde Heinz Horninger wegen seiner aktiven Tätigkeit als Nationalsozialist an der Universität Graz amtsenthoben.
Im Jahre 1948 wurde Horninger Professor für Darstellende Geometrie an der İstanbul Teknik Üniversitesi. Diese Stelle behielt er bis 1963 inne, als er einem Ruf an die Montanuniversität Leoben folgte und Professor für Angewandte Geometrie wurde. An der Montanuniversität Leoben wurde er im Jahre 1978 emeritiert, sein Nachfolger wurde Hellmuth Stachel.

## Publikationen
- Zur geometrischen Theorie der Spiegelung an krummen Oberflächen. In: Sitzungsberichte der Akademie der Wissenschaften in Wien, Mathematisch-naturwissenschaftliche Klasse 145, 1936.
- Über die Fokalspiegelung an Flächen zweiten Grades. In: Monatshefte für Mathematik und Physik 45, 1936.
- Mehrfache Spiegelung an Kreis und Kugel. In: Monatshefte für Mathematik und Physik 46, 1937.
- Über Gegenstrahlflächen von Regelflächen. (Über Fuß- und Gegenpunktflächen I). In: Sitzungsberichte der Akademie der Wissenschaften in Wien, math.-naturw. Kl., 1938.
- Über Fußpunktkurven und -flächen. (Über Fußpunkt- und Gegenpunktflächen. II.). In: Monatshefte für Mathematik und Physik 49, 1940.
- Über die Bedeutung und Pflege der darstellenden Geometrie. In: Deutsche Mathematik, 1941.
- Über Spiegelbilder bei ebenen Kurven. In: Deutsche Mathematik, 1944.
- Dem Gedenken Rudolf Schüßlers. In: Deutsche Mathematik, 1944.
- Über Trochoidenschraublinien und die durch Trochoidenschraubung erzeugbaren Kreisschraubflächen, In: Monatshefte für Mathematik 58, 1954, Weblink.
- Über Konchoidenschraublinien und die durch Konchoidenschraubung erzeugbaren Regelschraubflächen, In: Monatshefte für Mathematik 58, 1954, Weblink.
- Über Trochoidenschraublinien und zyklische Schraubflächen, In: Monatshefte für Mathematik 63, 1959, Weblink.
- Zweispurensysteme im projektiven vierdimensionalen Raum, In: Monatshefte für Mathematik 65, 1961, Weblink.
- Das Hypernetz des R4 und seine Darstellung nach dem Zweispurenprinzip, In: Sitzungsberichte der Österreichischen Akademie der Wissenschaften, 1963.
- Zur Abbildung des projektiven Raumes R4 mittels axialer Hypernetze, In: Monatshefte für Mathematik 71, 1967,Weblink.
- Über Radlinien und Zykloiden n.ter Stufe, In: Monatshefte für Mathematik 72, 1968, Weblink.
- Schraubungen und Schraublinien n.ter Stufe, In: Monatshefte für Mathematik 73, 1969, Weblink.
- Stereographische Projektion und quadratisches Spurenprinzip im R4, In: Monatshefte für Mathematik 80, 1975, Weblink.